# Ptilotus
Genre
Ptilotus est un genre de plante sauvage de la famille des Amaranthaceae. Toutes les espèces sont originaires des régions les plus sèches de l'Australie continentale, bien que l'on trouve aussi une en Tasmanie et une autre en Malaisie, sur les îles de Florès et Timor. 
Le genre a été décrit pour la première fois par le botaniste Robert Brown, dans Prodromus Florac Novae Hollandiae en 1810. 
Ptilotus est un genre important avec plus de 100 espèces.

## Synonymes
- Dipteranthemum F.Muell.
- Trichinium R.Br.

## Espèces
Selon [réf. nécessaire] :
- Ptilotus aervoides (F.Muell.) F.Muell.
- Ptilotus albidus (C.A.Gardner) Benl
- Ptilotus alexandri Benl
- Ptilotus aphyllus Benl
- Ptilotus appendiculatus Benl
- Ptilotus aristatus Benl
- Ptilotus arthrolasius F.Muell.
- Ptilotus astrolasius F.Muell.
- Ptilotus atriplicifolius (Moq.) Benl
- Ptilotus auriculifolius (Moq.) F.Muell.
- Ptilotus axillaris (Benth.) F.Muell.
- Ptilotus beckerianus (F.Muell.) F.Muell. ex J.M.Black
- Ptilotus blackii Benl
- Ptilotus brachyanthus (Benth.) F.Muell.
- Ptilotus caespitulosus F.Muell.
- Ptilotus calostachyus (F.Muell.) F.Muell.
- Ptilotus capitatus (F.Muell.) C.A.Gardner
- Ptilotus carinatus Benl
- Ptilotus carlsonii F.Muell.
- Ptilotus chamaecladus Diels
- Ptilotus chippendalei Benl
- Ptilotus chortophytum (Diels) Schinz
- Ptilotus chrysocomus R.W.Davis
- Ptilotus clementii (Farmar) Benl
- Ptilotus conicus R.Br.
- Ptilotus corymbosus R.Br.
- Ptilotus crispus Benl
- Ptilotus decipiens (Benth.)
- Ptilotus declinatus Nees</small>
- Ptilotus distans (R.Br.) Poir.
- Ptilotus divaricatus (Gaudich.) F.Muell.
- Ptilotus drummondii (Moq.) F.Muell.
- Ptilotus eriotrichus (Ewart & J.White) P.S.Short
- Ptilotus erubescens Schltdl.
- Ptilotus esquamatus (Benth.) F.Muell
- Ptilotus exaltatus Nees
- Ptilotus extenuatus Benl
- Ptilotus fasciculatus W.Fitzg.
- Ptilotus fraseri (Moq.) F.Muell.
- Ptilotus fusiformis (R.Br.) Poir.
- Ptilotus gardneri Benl
- Ptilotus gaudichaudii (Steud.) J.M.Black
- Ptilotus gomphrenoides Benth.
- Ptilotus grandiflorus F.Muell.
- Ptilotus halophilus R.W.Davis
- Ptilotus helichrysoides (F.Muell.) F.Muell.
- Ptilotus helipteroides(F.Muell.) F.Muell.
- Ptilotus holosericeus (Moq.) F.Muell.
- Ptilotus humilis (Nees) F.Muell.
- Ptilotus incanus (R.Br.) Poir.
- Ptilotus indivisus Benl
- Ptilotus johnstonianus W.Fitzg.
- Ptilotus kenneallyanus Benl
- Ptilotus lanatus Moq.
- Ptilotus latifolius R.Br.
- Ptilotus lazaridis Benl
- Ptilotus leucocomus (Moq.) F.Muell.
- Ptilotus macrocephalus (R.Br.) Poir.
- Ptilotus manglesii (Lindl.) F.Muell
- Ptilotus marduguru Benl
- Ptilotus mitchellii Benl
- Ptilotus mollis Benl
- Ptilotus murrayi F.Muell.
- Ptilotus nobilis (Lindl.) F.Muell.
- Ptilotus obovatus (Gaudich.)  F.Muell.
- Ptilotus parvifolius (F.Muell.) F.Muell.
- Ptilotus petiolatus Farmar
- Ptilotus polakii F.Muell.
- Ptilotus polystachyus (Gaudich.) F.Muell.
- Ptilotus procumbens Benl
- Ptilotus pyramidatus (Moq.) F.Muell.
- Ptilotus rigidus Lally ms
- Ptilotus robynsianus Benl
- Ptilotus roei (Benth.) F.Muell.
- Ptilotus rotundifolius (F.Muell.) F.Muell.
- Ptilotus royceanus Benl
- Ptilotus schwartzii Tate
- Ptilotus semilanatus (Lindl.) J.M.Black
- Ptilotus seminudus (J.M.Black) J.M.Black
- Ptilotus sericostachyus (Nees) F.Muell.
- Ptilotus sessilifolius (Lindl.) Benl
- Ptilotus spathulatus (R.Br.) Poir.
- Ptilotus stirlingii (Lindl.) F.Muell.
- Ptilotus subspinescens R.W.Davis
- Ptilotus symonii Benl
- Ptilotus tetrandrus Benl
- Ptilotus trichocephalus Benl
- Ptilotus villosiflorus F.Muell.
- Ptilotus wilsonii Benl

Selon NCBI (2 août 2010) :
- Ptilotus drummondii
- Ptilotus exaltatus
- Ptilotus fusiformis
- Ptilotus latifolius
- Ptilotus leucocomus
- Ptilotus maconochiei
- Ptilotus macrocephalus
- Ptilotus manglesii
- Ptilotus murrayi
- Ptilotus nobilis
- Ptilotus obovatus
- Ptilotus polystachyus
- Ptilotus schwartzii
- Ptilotus sessilifolius
- Ptilotus spathulatus
- Ptilotus spicatus